# عبد القادر شيخ علي
عبد القادر شيخ علي بغدادي سياسي صومالي شغل منصب وزير الأوقاف والشؤون الدينية في الصومال في حكومة رئيس الوزراء عمر شارماركي في الفترة ما بين 6 فبراير 2015 و29 مارس 2017. 
ترشح عبد القادر لمنصب رئيس الصومال في الانتخابات الرئاسية الصومالية 2022